# Anna G.
Pour les articles homonymes, voir Guggenbühl.
Anna G. (née Anna Guggenbühl en 1896 à Zurich) est une psychiatre et une psychanalyste suisse, connue pour avoir été une patiente de Sigmund Freud.

## Biographie
Née à Zurich en 1896, Anna Guggenbühl ou Anna G. a été traitée en 1921 par Freud alors qu'elle était une jeune psychiatre de 27 ans vivant en Allemagne. Elle avait été au célèbre hôpital psychiatrique du Burghölzli de Zürich. Vivant une relation amoureuse tumultueuse et marquée par les doutes, elle décide de se rendre à Vienne pour y suivre une cure psychanalytique avec le fondateur de cette science, Sigmund Freud. Ce dernier lui fournira des interprétations soulignant son attachement au père, via le frère ce qui l'amènera à rompre des fiançailles, et à s'installer en Suisse où elle vivra mariée avec un sculpteur rencontré à Paris.